# Dancing with the Dead
Dancing with the Dead è il quarto album pubblicato dalla industrial metal band svedese Pain, nel 2005, per l'etichetta svedese Stockholm Records.

## Tracce
1. Don't Count Me Out – 4:39
2. Same Old Song – 3:58
3. Nothing – 4:07
4. Tables Have Turned – 4:22
5. Not Afraid To Die – 4:15
6. Dancing With The Dead – 4:13
7. Tear It Up – 3:57
8. Bye / Die – 3:02
9. My Misery – 3:56
10. A Good Day To Die – 3:44
11. Stay Away – 3:19
12. Third Wave – 3:50

## Formazione
- Peter Tägtgren - voce, chitarra, basso, batteria, tastiere